# Parafia Wniebowzięcia Najświętszej Maryi Panny w Szymanowie
Parafia Wniebowzięcia Najświętszej Maryi Panny w Szymanowie – parafia rzymskokatolicka w Szymanowie. Obsługiwana przez księży diecezjalnych. Została erygowana w 1667 roku.

## Przygotowania
Początki parafii w Szymanowie sięgają XV wieku. Pierwsze starania o fundację parafii podjął w 1444 roku ówczesny właściciel wsi Szymanów (powiat sochaczewski) – Abraham Pawłowski, jednak zamiar ten nie doszedł jednak do skutku.

## Powstanie parafii
Udaną próbę podjął kolejny właściciel Mikołaj Wiktoryn Grudziński (1635-1704) – starosta guzowski, golubski i grzybowski, który doprowadził do kanonicznego erygowania w dniu 12 czerwca 1667 roku przez biskupa poznańskiego Stefana Wierzbowskiego parafii pod wezwaniem Wniebowzięcia Najświętszej Maryi Panny w Szymanowie.
Parafia szymanowska była bardzo małą, ponieważ składającą się ze szlacheckiego dworu oraz z jednej tylko wsi o tej samej nazwie, wydzielonej z wcześniej istniejącej parafii Wiskitki. Pierwszym proboszczem został ksiądz Jan Kazimierz Malicki.
Pierwsza zachowana statystyka parafii z 1676 roku wylicza w osobnej rubryce „Parafia Szymanowska”, że w miejscowościach „Szymanów et Gay” było łącznie 370 dusz.

## Powiększenie parafii
W 1776 roku ówczesna właścicielka Szymanowa – księżna Barbara Urszula z Duninów Sanguszko (1718-1791) doprowadziła do kanonicznego powiększenia terytorium parafii. Odłączyła ona od parafii Wiskitki wsie: Drzewicz, Oryszew, Duninopol i Miedniewice; od parafii Bolimów miejscowość Nowa Wieś; od parafii Sochaczew wsie Gaj oraz Topołowę; i włączyła je wszystkie w obszar parafii Szymanów. Tej samej dobrodziejce parafia zawdzięcza starania, iż papież wydał w dniu 4 lipca 1776 roku bullę papieską ustanawiającą w parafii 4 odpusty obchodzone na Przemienienie Pańskie (6 sierpnia), na św. Rocha (16 sierpnia), na św. Leonarda (6 listopada) i na św. Walentego (14 lutego) każdego roku.

## Kościół parafialny
Rozbudowa oraz przebudowa pierwotnego kościoła parafialnego według projektu archidiecezjalnego architekta Konstantego Wojciechowskiego (1841-1910), który z czasem był za mały do pomieszczenia wszystkich parafian przeprowadzone zostały w latach 1893-[1907. Kościół wydłużono o 20 łokci, rozbudowano nawy boczne, dobudowano od frontu dwie wieże, zmieniono wygląd ołtarza głównego, w którym zamieniono obraz Wniebowzięcia N.M.P. na rzeźbioną scenę Jezusa Chrystusa Ukrzyżowanego, dobudowano do trzech już istniejących dwa dalsze ołtarze i zmieniono wystrój świątyni. W ten sposób świątynia nabrała kształtów, w jakich przetrwała do dziś.

## Klasztory
Na terenie parafii znajduje się od 1907 roku klasztor sióstr niepokalanek, gdzie w kaplicy – sanktuarium odbiera cześć figura Matki Bożej Jazłowieckiej.
W latach 1776–1919 na terenie parafii znajdowało się również sanktuarium Świętej Rodziny w Miedniewicach, które w latach 1776-1864 prowadzili ojcowie reformaci.
W Oryszewie – wsi należącej do parafii – od 1911 do 1927 roku był dom opieki prowadzony przez siostry szarytki.

## Matka Boska Szymanowska

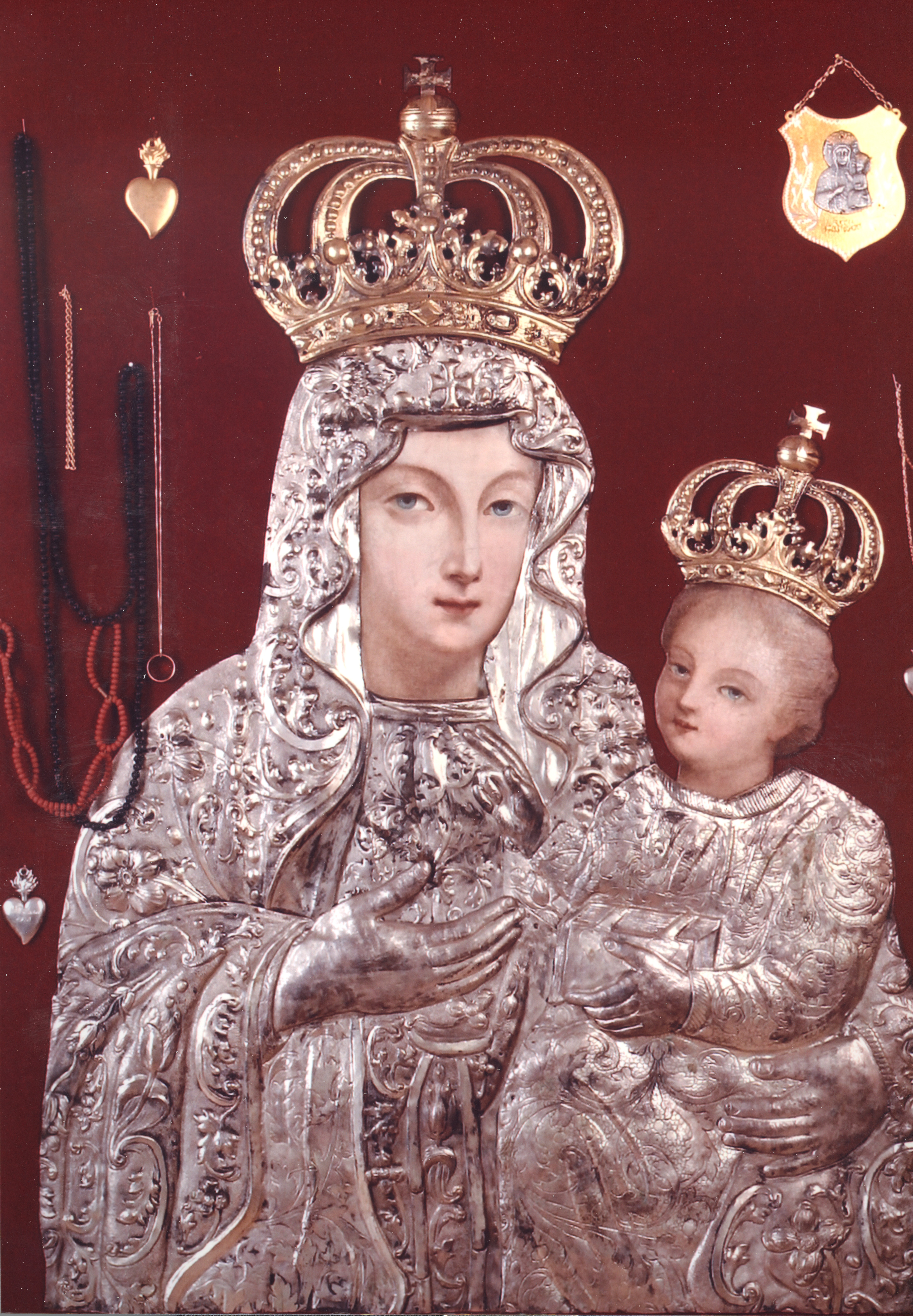
Matka Boska Szymanowska

W parafii znajduje się również wizerunek Matki Boskiej Szymanowskiej, ale dla tego wizerunku używane są także nazwy: Matka Boska Różańcowa, Matka Boska Łaskawa, Matka Pocieszenia, Pani Ziemi Szymanowskiej oraz Matka Boska z Dzieciątkiem. Jest to najstarszy, pochodzący z XVII wieku obraz wotywny, który jest w parafii od samego jej początku. Obraz nie był oficjalnie koronowany przez kościelne władze, mimoi to na obrazie umieszczone są złocone korony.

## Proboszczowie
1. ks. Jan Kazimierz Malicki 1667–1694
2. ks. Piotr Stanisław Kostkowski 1694–1725
3. ks. Albert Prusak 1725–1725
4. ks. Kazimierz Dziewulski 1725–1739
5. ks. Adam Antoni Markiewicz 1739–1756
6. ks. Tomasz Chojecki 1756–1759
7. ks. Józef Wandowski 1759–1771
8. ks. Piotr Wilczyński 1771–1773
9. ks. Antoni Tadeusz Michniewski 1774–1776
10. ks. Jakub Tadeusz Dziewanowski 1776–1777
11. ks. Adam Tomasz Królikiewicz 1777–1826
12. ks. Melchior Gromulski 1826–1871
13. ks. Franciszek Marcinkowski 1871–1888
14. ks. Antoni Brauliński 1888–1893
15. ks. Franciszek Sadowski 1893–1898
16. ks. Jan Tarnowski 1898–1919
17. ks. Wincenty Siedlecki 1919–1947
18. ks. Eugeniusz Garwacki 1947–1964
19. ks. Stanisław Królik 1964–1969
20. ks. Stanisław Baranowski 1969–1975
21. ks. Czesław Przetacznik 1975–1983
22. ks. Kazimierz Rybak 1983–1987
23. ks. Czesław Aulich 1987–1992
24. ks. Paweł Flaszczyński 1992–2009
25. ks. Robert Sierpniak  2009–2025
26. ks. dr Maciej Budnik od 2025 (administrator)

## Ludzie związani z parafią Szymanów
- święty Maksymilian Maria Rajmund Kolbe, franciszkanin konwentualny i męczennik,
- święta Maria Urszula od Jezusa Julia Maria Ledóchowska, urszulanka szara,
- błogosławiony Michał Oziębłowski, kapłan i męczennik,
- błogosławiona Maria Marcelina od Niepokalanego Poczęcia N. M. P. Marcelina Kotowicz Darowska, niepokalanka,
- błogosławiona Maria Ewa od Opatrzności Bogumiła Noiszewska, niepokalanka i męczennica,
- błogosławiona Maria Marta od Jezusa Kazimiera Wołowska, niepokalanka i męczennica,
- błogosławiony Zygmunt Sajna, kapłan i męczennik,
- święty Jan Paweł II (Karol Wojtyła), papież,
- sługa boży August Hlond, Prymas Polski, kardynał, arcybiskup i salezjanin,
- sługa boży Jacek Woroniecki, dominikanin,
- błogosławiony Stefan Wyszyński, Prymas Polski, kardynał i arcybiskup,
- sługa boży Władysław Korniłowicz, ksiądz, który był w Szymanowie w 1918 roku,
- papież Pius XI Achilles Ratti, który jako nuncjusz apostolski dnia 18 października 1918 roku odwiedził kościół parafialny i klasztor sióstr niepokalanek w Szymanowie,
- Stanisław Leszczyński, król Polski,
- August III Sas, król Polski.

## Zasięg parafii
Do parafii Szymanów należą wierni z miejscowości: Duninopol, Elżbietów, część Gaju, Hermanów, Janówek, Maurycew, część Nowego Oryszewa, Oryszew Osadę, Pawłówek, Podbuszyce, Podoryszew, Skrzelew oraz Szymanów.